# Abbronzatissima/Il cicerone
Abbronzatissima/Il cicerone è un 45 giri di Edoardo Vianello.

## Descrizione
Entrambe le canzoni, scritte dallo stesso Edoardo Vianello per la musica e da Carlo Rossi per il testo, sono contenute nell'album Io sono Edoardo Vianello, che l'RCA Italiana pubblica nello stesso periodo. Gli arrangiamenti sono curati da Ennio Morricone.
Il disco raggiunge il primo posto della classifica e risulta il 27º disco più venduto nell'anno, grazie soprattutto ad Abbronzatissima, canzone rimasta una delle più note degli anni sessanta italiani e considerata uno dei primi tormentoni estivi della storia (rappresentando ancora oggi un simbolo della stagione estiva), nonché il più veloce.
Nel 1963 anche Cleto Colombo e gli A. Novaris incidono Abbronzatissima (Nuova Enigmistica Tascabile, N. 455); nel 1964 il brano è ripreso da Jerry Adriani per il mercato brasiliano con un EP (CBS, 56168), inserito nell'album Italianissimo (CBS, 37349). Nel 1981 ne fu incisa una cover da Ivan Cattaneo, nell'album Duemila60 Italian Graffiati.
Nell'estate 2002 il rapper italiano Brusco incise il brano Sotto i raggi del sole, divenuto tormentone estivo di quell'anno, che conteneva dei campionamenti di Abbronzatissima.

## Tracce
LATO A
1. Abbronzatissima – 2:29 (testo: Carlo Rossi – musica: Edoardo Vianello)

LATO B
1. Il cicerone – 2:28 (testo: Carlo Rossi – musica: Edoardo Vianello)